# Louise de Kéralio

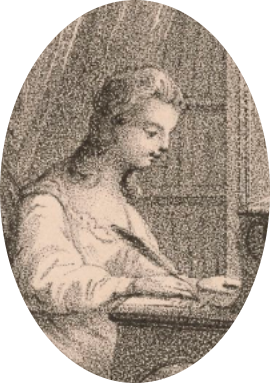
Louise de Kéralio

Louise-Félicité Guynement de Kéralio (Valence, 19 januari 1757 - Brussel, 31 december 1821), ook bekend als Louise Kéralio-Robert, was een Frans schrijfster, vertaalster en journaliste. Ze was afkomstig uit de Bretonse adel maar sympathiseerde met de revolutionaire beweging. Zij schreef historische studies en romans; tijdens de Franse Revolutie was ze hoofdredacteur van een aantal politieke tijdschriften. Ze trouwde met de politicus François Robert, een naaste medewerker van de revolutionaire leider Georges Danton. Na het herstel van de Bourbon-monarchie leefde zij met haar man in ballingschap in Brussel.

## Biografie

### Jeugd en schrijverschap
Louise de Kéralio was de dochter van Louis-Félix Guynement de Kéralio, een Bretons edelman, en Françoise Abeille. Haar beide ouders waren ook schrijvers en vertalers. Kéralio vertaalde zelf haar eerste boek toen ze zestien was en schreef haar eerste roman Adélaide op haar achttiende. Ze vertaalde werken uit het Engels en het Italiaans in het Frans. Ze schreef een biografie van koningin Elizabeth I van Engeland (Histoire d’Elizabeth) en redigeerde een 14-delige collectie van Franse werken geschreven door vrouwen, getiteld Collection des meilleurs ouvrages François composés par des femmes (Verzameling van de beste Franse werken geschreven door vrouwen). Deze reeks is niet voltooid.
Zij was een gerespecteerd schrijfster en werd op 3 februari 1787 gekozen tot lid van de Académie des sciences, lettres et arts d'Arras (Academie voor wetenschappen, kunsten en letteren van Arras). Op dat moment was de latere revolutionaire leider Maximilien de Robespierre voorzitter van deze Academie.

### De revolutie
Kéralio steunde al vroeg de revolutionaire beweging. Hierin volgde ze het voorbeeld van haar vader, die betrokken was bij de oprichting van de Nationale Garde en een fervent verdediger van persvrijheid. Tijdens de Franse Revolutie was ze politiek actief. Zij was bevriend met revolutionaire journalisten als Jacques Pierre Brissot en Jean-Louis Carra en was een van de weinige vrouwelijke leden van de radicale Club des Cordeliers. Ook was ze lid van de Société Fraternelle des Patriotes de l'un et l'autre sexe (Broederlijke Vereniging van Patriotten van Beide Seksen), waarvan ook feministische revolutionairen als de Nederlandse Etta Palm en Théroigne de Méricourt lid waren. Kéralio was zelf echter in haar geschriften erg terughoudend over de wenselijkheid van een actieve rol van vrouwen in politiek en samenleving. Volgens haar hadden vrouwen alleen in dictaturen politieke macht; in een revolutionaire republiek was het niet gepast. Ze had zich ook verzet tegen de toelating van Etta Palm tot het genootschap.
Op 13 augustus 1789 richtte zij het tijdschrift Le Journal d'État et du Citoyen op en werd daarmee de eerste vrouw die hoofdredacteur van een tijdschrift werd. In de loop van de volgende twee jaar gaf ze een aantal andere tijdschriften uit: Le Mercure national, ou Journal d'État et du Citoyen, daarna Le Mercure national et Révolutions de l 'Europa en uiteindelijk Le Mercure national et étranger, ou Journal politique de l'Europe.  Hoewel zij met andere schrijvers samenwerkte,  dienden deze publicaties vooral als platform om haar eigen politieke standpunten naar buiten te kunnen brengen. 
Zij trouwde op 14 mei 1790 met de revolutionaire politicus François Robert. Na haar huwelijk noemde ze zich Louise Kéralio-Robert; zij was een van de eerste vrouwen die een koppelteken gebruikte tussen haar geboortenaam en de naam van haar echtgenoot. 
In 1791 schreef ze een historisch overzicht van de wandaden van de koninginnen van Frankrijk (Les crimes des reines de France, depuis le commencement de la monarchie jusqu'à Marie-Antoinette). Na de vlucht van de koninklijke familie naar Varennes in juni 1791 waren Kéralio en Robert betrokken bij het opstellen van een petitie die stelde dat Lodewijk XVI door die vlucht feitelijk troonsafstand had gedaan en dat de ondertekenaars van mening waren niet langer trouw verschuldigd te zijn aan de koning. De ondertekeningsceremonie op het Champ de Mars op 17 juli 1791 eindigde in een bloedbad toen de Nationale Garde het vuur opende op de aanwezigen. Uit vrees dat ze zouden worden gearresteerd doken Kéralio en haar man tijdelijk onder in de woning van Madame Roland en haar man Jean-Marie Roland. Rond deze tijd stopte ze met haar politieke tijdschriften; enkele maanden later werd haar dochter geboren. Hoewel ze geen journalist meer was bleef Kéralio actief betrokken bij de politiek. Zij hield twee keer per week in haar huis een politieke salon waar zowel mannen als vrouwen welkom waren, en die werd bezocht door parlementariërs en leden van de Societé Fraternelle.
In 1793 mengde ze zich voor het laatst in een publiek debat, dit keer over het dragen van de revolutionaire kokarde door vrouwen. Een jaar eerder had Kéralio er al verslag van gedaan hoe drie royalisten hadden geprobeerd haar van haar kokarde te beroven. Nu stelde ze in een ingezonden brief dat alleen 'echte burgeressen' de kokarde zouden mogen dragen; hiermee bedoelde zij getrouwde vrouwen. Na 1793 lijkt ze zich teruggetrokken te hebben uit het publieke leven. Van 1799 tot 1810 woonden Kéralio en Robert op een kasteel in Matagne-la-Petite, een kleine plaats in Wallonië. Vanaf 1805 pakte ze haar werk als schrijfster en vertaalster weer op.

### Ballingschap
Tijdens de Franse Revolutie had Kéralio's man Robert verschillende politieke ambten bekleed. Hij was in 1791 president van de Club des Cordeliers en werd in 1792 de secretaris van de jakobijnse leider Georges Danton tijdens diens ministerschap. Omdat Robert als lid van de Nationale Conventie voor de executie van Lodewijk XVI had gestemd, werd hij na het herstel van de Bourbon-monarchie onder Lodewijk XVIII uit Frankrijk verbannen. Robert en Kéralio vestigden zich in 1815 in Brussel waar Robert een wijnhandel begon. Hun dochter Adelaide trouwde met de Belgische componist en muziekcriticus François-Joseph Fétis. De kunsthistoricus Édouard Fétis is hun kleinzoon.

## Publicaties
Als vertaalster
- Les nouveaux extraits des mémoires de l’Académie de Sienne (1772)
- John Gregory. Essai sur les moyens de rendre les facultés de l’homme plus utiles à son bonheur (1775)
- Henry Swinburne. Voyage dans les Deux-Siciles (tussen 1777-1780)
- Riguccio Galluzzi. Histoire du grand-duché de Toscane sous le gouvernement des Médicis (1782 - 1784)
- John Howard. État des prisons, des hôpitaux et des maisons de France en 1788
- John Carr. L’étranger en Irlande ou Voyage dans les parties méridionales et occidentales de cette île (1805)
- John Carr. Voyage en Hollande et dans le midi de l’Allemagne, sur les deux rives du Rhin (1806)
- Éléments de construction (1810)

Als auteur
Romans
- Adélaïde ou Mémoires de la marquise de M** (1782)
- Amélie et Caroline ou l’Amour et l’amitié (1808)
- Alphonse et Mathilde ou la Famille espagnole (1809)
- Rose et Albert ou le Tombeau d’Emma (1810)

Studies en essays
- Voyage en Suisse (1785)
- Histoire d'Élisabeth, reine d’Angleterre (1786-1788)
- Observations sur quelques articles du projet de constitution de Monsieur Mounier (1789)
- Les crimes des reines de France, depuis le commencement de la monarchie jusqu'à Marie-Antoinette (1791)
- Discours sur l’administration des hôpitaux (1791)
- Une réponse à Louvet (1791)

Als redacteur
- Collection des meilleurs ouvrages françois, composés par des femmes, dédiée aux femmes françoises (1786-1789)

- Bibliothèque nationale de France: cb12194646d (data)
- Gemeinsame Normdatei: 119514583
- International Standard Name Identifier: 0000 0000 7979 4624
- Library of Congress Control Number: nb98013706
- Nationale Bibliotheek van Tsjechië: mzk2004252311
- Nationale bibliotheek van Australië: 35766249
- Nationale Bibliotheek van Israël: 987007354544805171
- Nederlandse Thesaurus van Auteursnamen: 411439995
- LIBRIS: 359490
- Système universitaire de documentation: 030554144
- Trove: 1077693
- Virtual International Authority File: 89355732
- WorldCat: E39PBJtmwTjW87whQWtdv4jt8C